# Rheinmetall 120-mm-Glattrohrkanone

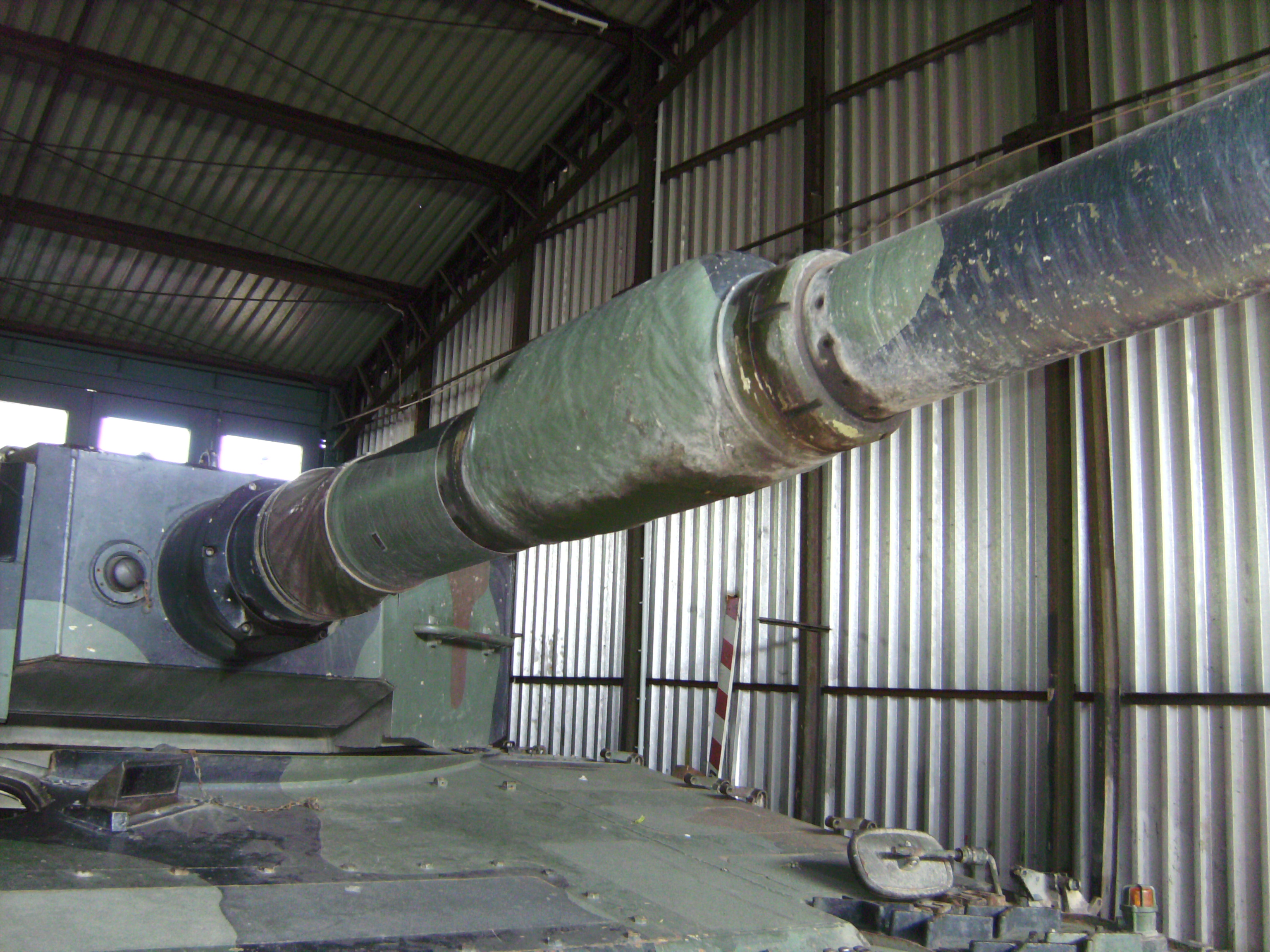
Rauchabsauger und Rohrschutzhülle der L/44-Kanone. Der mit Stoff bespannte hintere Bereich trennt starre von beweglichen Teilen der Waffe.

Die Rheinmetall 120-mm-Glattrohrkanone oder kurz Rh120 ist eine Glattrohrkanone im Kaliber 120 Millimeter, die ursprünglich für den Einsatz in mittleren und schweren Kampfpanzern bestimmt war. Sie wurde vom deutschen Unternehmen Rheinmetall entwickelt und wird von dessen Tochtergesellschaft Rheinmetall Waffe Munition, das zur Division Weapon and Ammunition gehört, produziert. Lizenzen für die Produktion wurden international an mehrere Unternehmen vergeben.
Die Kanone ist die erste moderne Glattrohrkanone, die in der westlichen Welt nach dem Zweiten Weltkrieg entwickelt wurde. Zunächst als Hauptbewaffnung des deutschen Leopard 2 eingeführt und später im US-amerikanischen M1 Abrams sowie weiteren Panzertypen verwendet, ist sie heute in den Panzern der Armeen vieler Länder im Einsatz. Bisher wird sie in drei Varianten, der L/44, der L/55 und der L/55A1, verbaut. Die Entwicklung einer dritten Variante, der LLR L/47 für luftverlastbare Fahrzeuge, ist abgeschlossen, sie wird aber bisher noch in keinem Waffensystem eingesetzt.

## Hintergrund

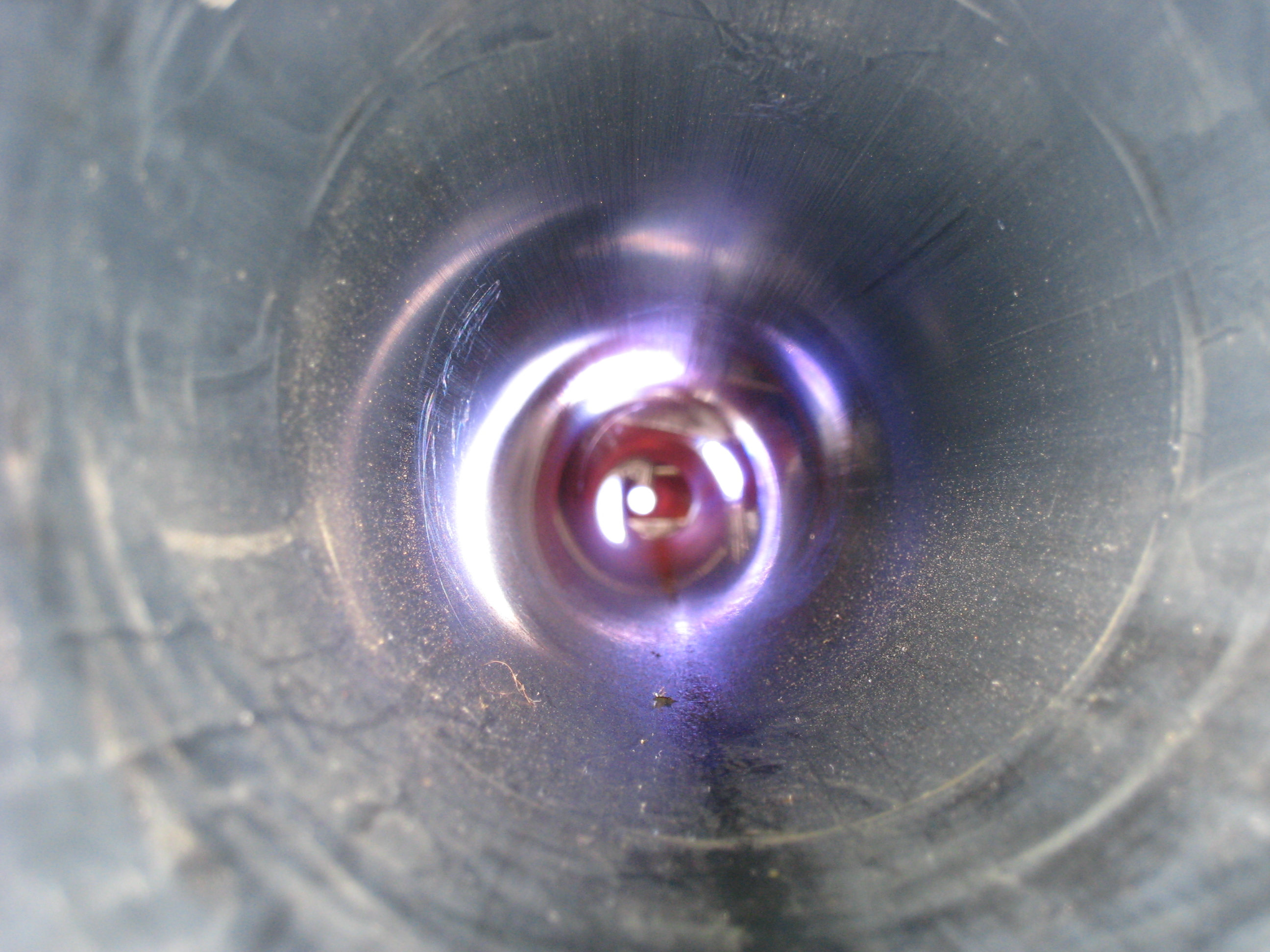
Blick von der Mündung aus in das Rohr

Mit der Verschärfung des Kalten Krieges und dem Auftauchen neuer Kampfpanzer auf Seiten des Warschauer Paktes wuchsen Mitte der 1960er-Jahre auf Seiten der Bundeswehr Zweifel, ob die existierenden Kanonen, insbesondere die weit verbreitete gezogene 105-mm-Kanone Royal Ordnance L7, noch in der Lage wären, diese neuen Gegner erfolgreich zu bekämpfen. Diese Gegner waren insbesondere die T-64- und T-72-Panzer, die mit einer damals neuartigen Verbundpanzerung und 125-mm-Glattrohrkanonen ausgerüstet waren.
Die von den USA und Deutschland gemeinsam begonnene Entwicklung des Kampfpanzer 70 scheiterte und wurde 1969 eingestellt. Nachdem sich auch die geplante 152-mm-Kanone, die die Rohrrakete MGM-51 abfeuern konnte, für Deutschland als der falsche Weg herausstellte, entschloss sich Rheinmetall, einen neuen Weg bei der Entwicklung der Kanone einzuschlagen, der in der Sowjetunion bereits 1962 durch die Einführung der 115-mm-Glattrohrkanone U-5TS beim T-62 vorgezeichnet wurde.

## Entwicklung und Aufbau

### 120-mm-Glattrohrkanone L/44

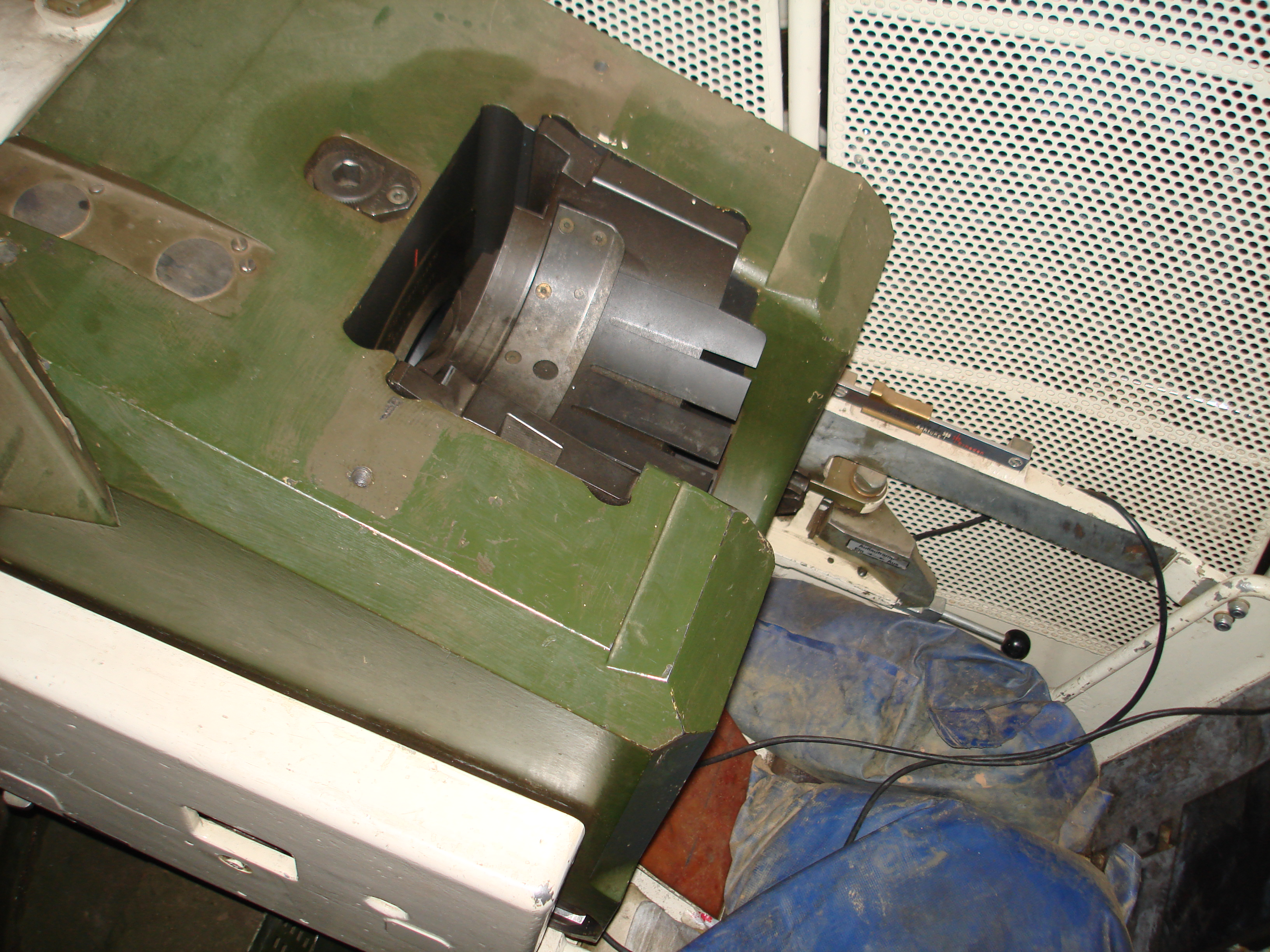
Bodenstück der Kanone. Unterhalb am Schutzgitter die farblich markierte Rohrrücklaufanzeige sowie der Hebel der Auflauframpe zum Verhindern des automatischen Öffnens des Verschlusses nach dem Schuss.

Die 120-mm-Glattrohrkanone L/44 entstand in enger Zusammenarbeit mit der Bundeswehr speziell für den Einsatz im Leopard 2, der damals entwickelt wurde. Die Forschungs- und Entwicklungsarbeit bei Rheinmetall begann im Jahr 1965 unter der Federführung von Raimund Germershausen und zog sich über zehn Jahre hin. Rheinmetall konnte bereits nach zweijähriger Entwicklungszeit nachweisen, dass die Glattrohrkanone flügelstabilisierte Geschosse mit großer Präzision verschießen konnte.
Als die Kanone 1975 fertig war, wurde von Rheinmetall und den Fahrzeugherstellern in einem trinationalen Vergleichsschießen gezeigt, dass sie ihren westlichen Wettbewerbern mit gezogenen Läufen, nämlich der US-amerikanischen 105-mm- und der britischen 110-mm-Kanone, überlegen war. So lag die ballistische Leistung 60 % über der der 105-mm-Kanone. Mit dem Zulauf des Leopard 2 zur Truppe war so eine im Westen vollkommen neue Waffentechnik verfügbar.
Der erste Lizenznehmer der L/44-Kanone, General Dynamics, führte sie 1986 als M256 bei der A1-Version des M1 Abrams ein. Sie ersetzte dort die gezogene 105-mm-Kanone M68A1. Die L/44 ist zur Nachrüstung und damit Kampfwertsteigerung von Leopard 1 geeignet, die ebenfalls mit einer gezogenen 105-mm-Kanone (L7A3) ausgestattet sind.
Die Kanone hat ein Kaliber von 120 Millimetern. Die namensgebende Kaliberlänge 44 ergibt damit eine Rohrlänge von 5280 mm, was annähernd der Länge der L7A3 des Leopard 1 entspricht. Das Rohr wiegt dabei 1190 Kilogramm und die komplette Waffenanlage 3780 Kilogramm.
Das kaltgereckte Vollrohr ist für einen Konstruktionsgasdruck von 7100 bar ausgelegt und erhielt eine Autofrettage. Als Werkstoff wurde ein hochfester, vakuum-umgeschmolzener Stahl verwendet. Im Vergleich zur L7A3-Kanone wurde die Dehngrenze des Stahls um mehr als 20 Prozent auf 1,03 Gigapascal erhöht. Aufgrund der hohen Leistung der Munition und der damit einhergehenden hohen thermischen und erosiven Belastung ist das Rohr zur Erhöhung der Haltbarkeit innen hartverchromt. Anfängliche Probleme mit dieser Hartverchromung verzögerten die Entwicklung der Kanone.
Um eine Verformung durch Sonneneinstrahlung möglichst gering zu halten, besitzt das Rohr eine Rohrschutzhülle aus doppelwandigem und ausgeschäumtem glasfaserverstärktem Kunststoff (GFK). GFK wurde hier erstmalig im Waffenbau verwendet und wurde auch gewählt, um durch die geringe Masse die Dynamik der Waffenanlage möglichst wenig zu beeinträchtigen. Der Rauchabsauger ist ebenfalls aus GFK gefertigt.

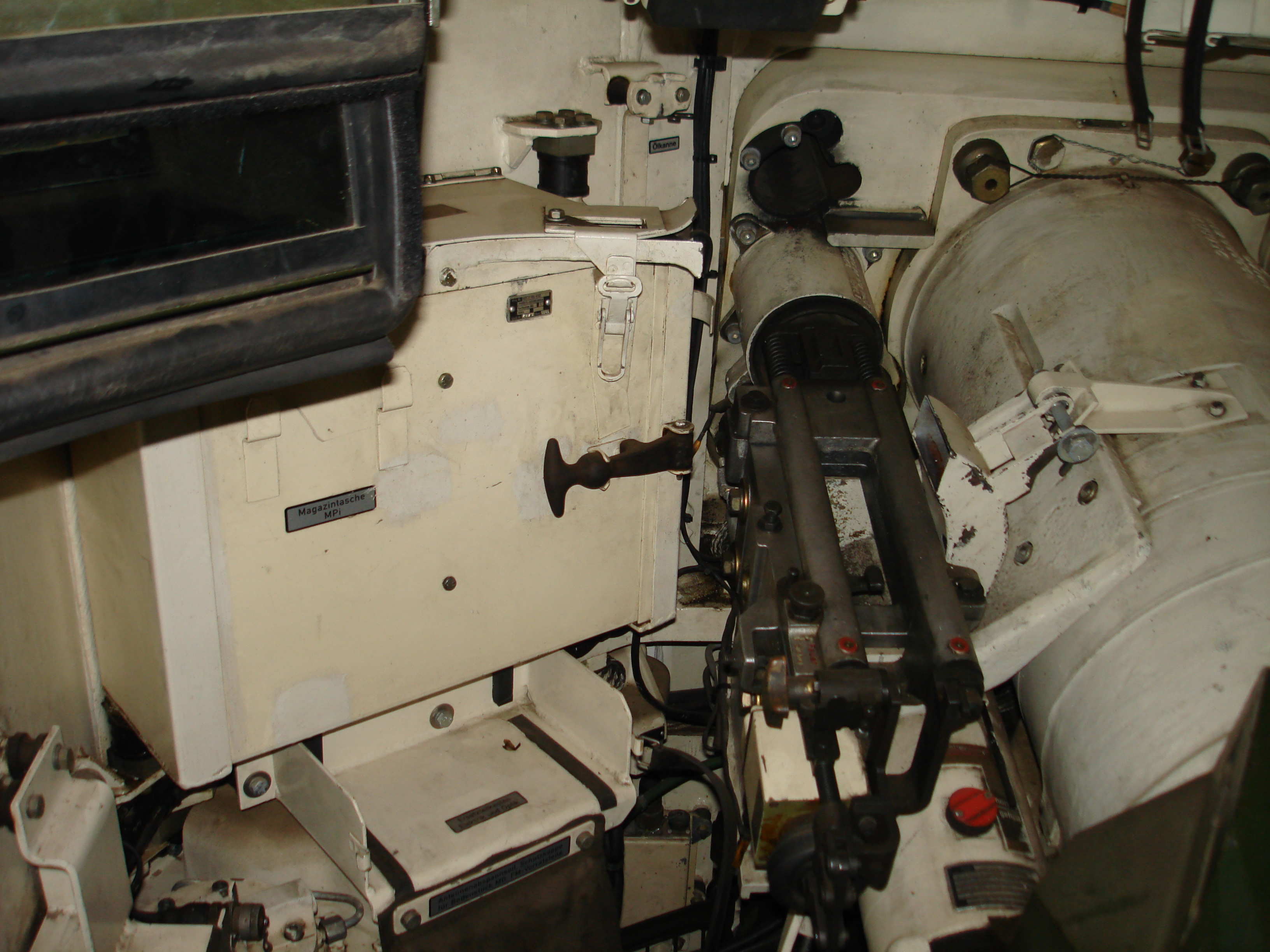
Ladeschützenplatz des Leopard 2 mit Lafette des Blenden-MGs, ganz rechts die Kanone, darunter die Rohrbremse (mit rotem Deckel)

Die Kanone ist auf Schildzapfen gelagert; der Höhenrichtbereich beträgt beim Einbau im Leopard 2 minus 9 Grad bis plus 20 Grad. Der Verschluss der Kanone ist ein Fallkeilverschluss mit vorgesteuerter Öffner- und Auswerfermechanik. Das Schließen übernimmt eine Schließfeder. Beim Ausfall der Systeme kann der Verschluss auch von Hand geöffnet oder verschlossen werden. Die Waffe wird elektrisch abgefeuert. Eine Notabfeuerung mittels induktivem Stoßgenerator ist möglich. Die Rücklaufeinrichtung des Rohres besteht aus zwei hydraulischen Rohrbremsen mit einer Bremshöchstkraft von 600 Kilonewton (kN). Der Rücklaufweg des Rohres ist mit nominal 340 mm (maximal 370 mm) annähernd äquivalent zur gezogenen 105-mm-Kanone mit 280 mm. Der Rohrvorholer arbeitet mit einem hydropneumatischen System. Das Bodenstück ist mit der Rücklaufeinrichtung fest verbunden und mit einem Bajonettgewinde mit dem Rohr verschraubt. Aufgrund dieser Bauweise kann das Rohr in etwa 30 Minuten gewechselt werden. Die Kanone ist weder mit einer Mündungsbremse noch mit einem Mündungsfeuerdämpfer ausgerüstet.

### Waffenanlage und Munition
Die Kanone ist Bestandteil einer vollstabilisierten Waffenanlage. Als Entwicklungsziel wurde eine Waffenanlage mit Kanone mit größerem Kaliber als 105 mm, die unter weitestgehender Beibehaltung der Abmessungen leistungsfähiger und zielgenauer sein sollte, formuliert.
Die Entwicklungsvorgaben dieser Waffenanlage waren eine große effektive Kampfentfernung, eine hohe Trefferwahrscheinlichkeit beim ersten Schuss und eine gute Durchschlagsleistung auch gegen moderne Verbund- oder Reaktivpanzerungen. Die Kosten der gesamten Waffenanlage lagen laut ursprünglicher Preisaufstellung bei rund sieben Prozent der Gesamtkosten des Leopard 2.
Der Feldjustierkollimator aus den Vorserienfahrzeugen des Leopard 2 entfiel bis 1991 in der Serienproduktion. Ab diesem Zeitpunkt wurde ein deutlich verbesserter Feldjustierspiegel eingebaut und an allen Glattrohrkanonen nachgerüstet.
Da die Munition, die parallel zur Waffenanlage von Rheinmetall mitentwickelt wurde, nicht den stabilisierenden Drall eines Laufes mit Zügen und Feldern erhält, wird sie über ein Leitwerk aus Aluminium (bei neueren Munitionsarten aus Stahl) stabilisiert. Die Mündungsgeschwindigkeit beträgt mit Wuchtgeschossen, beispielsweise der DM 33, bis zu 1640 Meter pro Sekunde (m/s). Die Mündungsenergie dieses Geschosses liegt damit bei rund 9,8 Megajoule (MJ). Die Lebensdauer des Rohres wurde ursprünglich mit 500 „Standardschuss“ spezifiziert. Durch die Verwendung anderer Munitionssorten, höherer Gasdrücke und abrasiverer Treibladungen sinkt die Lebensdauer allerdings auf unter 300 Schuss.

### 120-mm-Glattrohrkanone L/55

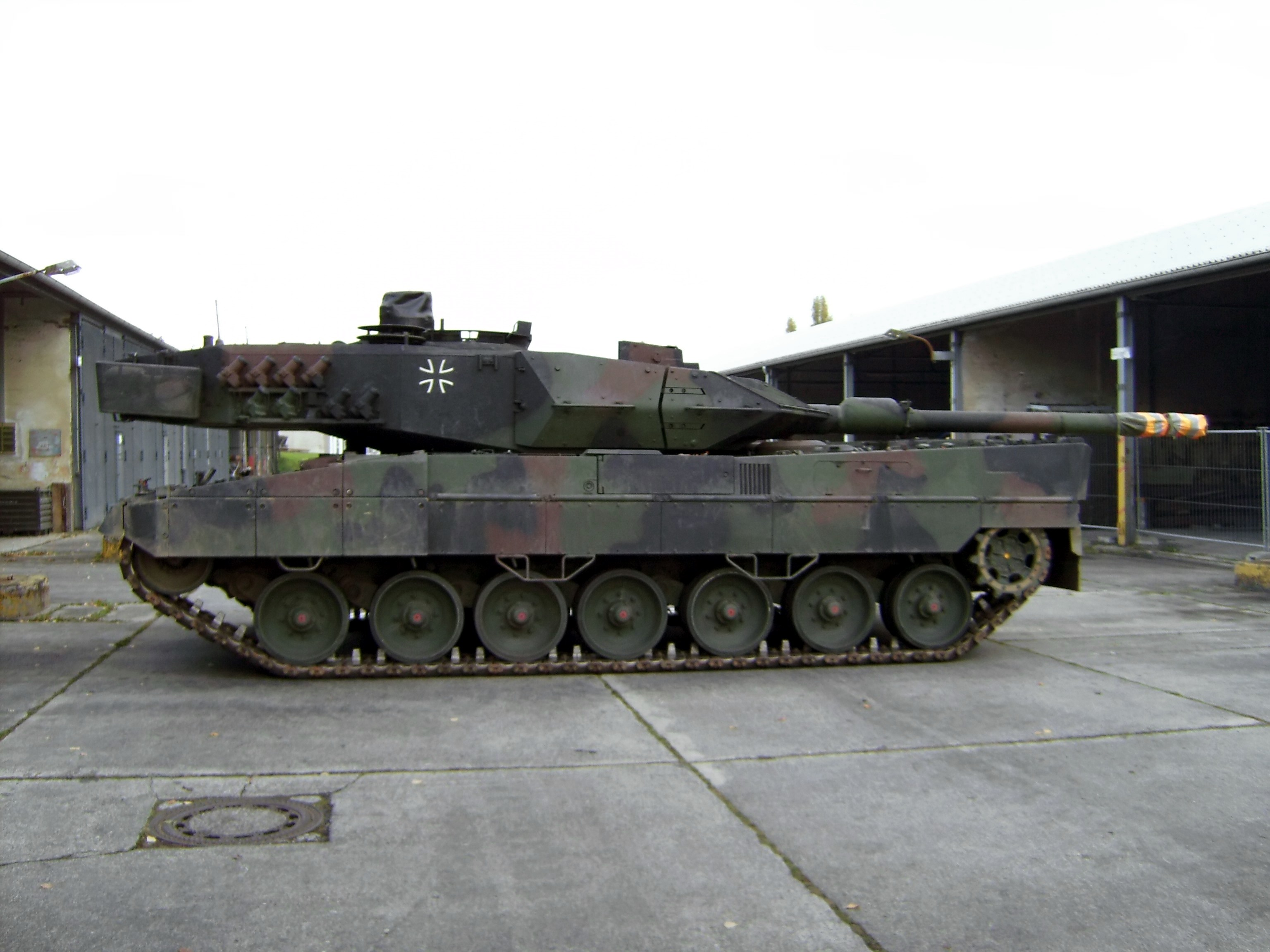
Leopard 2A6M des deutschen Heeres mit der L/55-Kanone

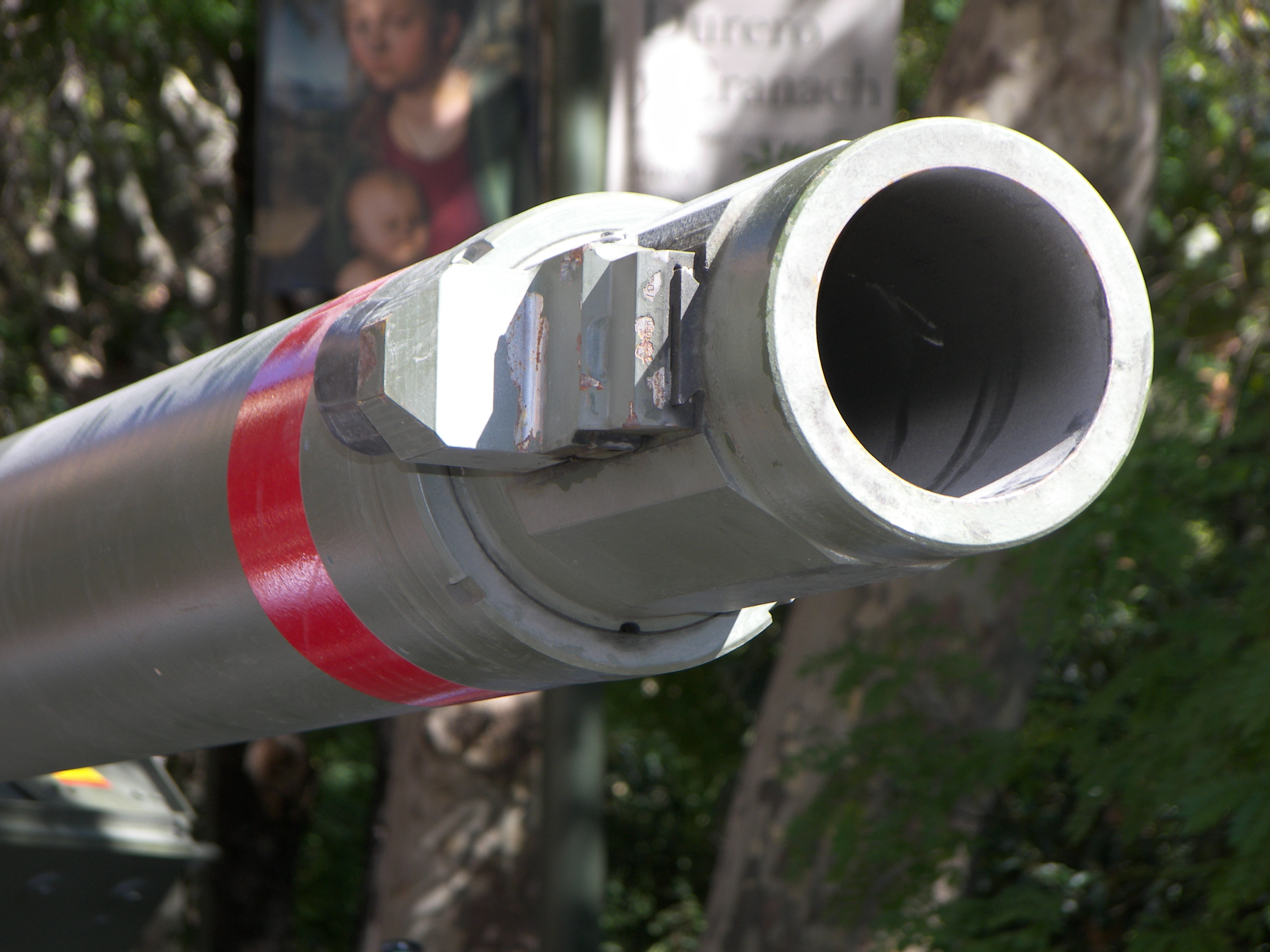
Mündung einer L/55 am Leopard 2E mit dem neukonstruierten Feldjustierspiegel

Durch die Weiterentwicklung des internationalen Panzerbaus mit der Einführung wirkungsvollerer Reaktivpanzerungen in den 1980er-Jahren und die Entwicklung von rohrverschießbaren Lenkwaffen mit einer Reichweite von bis zu fünf Kilometern wurde eine Verbesserung der Feuerkraft aus Sicht der Bundeswehr unumgänglich. Nachdem die Entwicklung von Rheinmetall für eine noch leistungsfähigere 140-mm-Glattrohrkanone, der sogenannten NPzK-140, insbesondere auf Grund der Tatsache, dass die Panzertürme hätten ersetzt werden müssen, keine Aussicht auf eine Serienreife hatte, wurde entschieden, die L/44 weiterzuentwickeln.
Die Weiterentwicklung der L/44 wurde die L/55. Sie ist nicht nur um 25 Prozent länger und ermöglicht eine noch höhere Mündungsgeschwindigkeit, sondern brachte auch andere Weiterentwicklungen mit sich. Die L/55 ist so konstruiert, dass sie gemäß dem Interface Control Document (ICD) eine identische Geometrie der Kammer aufweist wie die L/44 und mindestens für die gleichen Gasdrücke geeignet ist. Damit kann Munition der L/44 auch in der L/55 verwendet werden. Außerdem war ein Entwicklungsziel, dass die neue Kanone ohne große Änderungen in den Serienturm des Leopard 2 nachgerüstet werden kann. Im Jahr 1998 war sie schließlich für den Einsatz verfügbar, nachdem Rheinmetall 1997 die Erprobung zusammen mit der DM-53-Munition (auch LKE II genannt) abgeschlossen hatte. Die Rohre sind ausschließlich Neufertigungen; eine Verlängerung der L/44-Rohre ist nicht möglich. Die Nebeneffekte der Kopflastigkeit, das ungünstigere Fahrverhalten im Gelände und bebauten Gebieten sowie die häufiger notwendige Überprüfung der Justierung mit der Feldjustieranlage wurden als vertretbar eingestuft.
Die L/55 ist für größere Gasdrücke ausgelegt, ermöglicht dadurch eine noch höhere Mündungsgeschwindigkeit und damit Durchschlagsfähigkeit der Geschosse. Außerdem wurden die Außengeometrie (Wandstärke) des Rohres sowie die Fertigungsabläufe optimiert, um das sonst ungünstige Schwingungsverhalten der Waffe bei der Schussabgabe zu verbessern. So erhält auch der hintere Teil der L/55 nun eine zweistufige Autofrettage. Auf eine Hartverchromung der Laufverlängerung im Mündungsbereich wird aufgrund der Erkenntnisse über die beim Schuss entstehenden und die Lebensdauer der Verchromung beeinträchtigenden Transversalwellen verzichtet. Für die L/55 wurde auch die Feldjustieranlage weiterentwickelt, die durch eine Änderung des Feldjustierspiegels an der Rohrmündung einen besseren Schwingungsausgleich bietet. Mit der Feldjustieranlage kann der Richtschütze die Justierung der Waffenanlage überprüfen, die aktuelle Verbiegung des Waffenrohres ermitteln und so die Richtanlage justieren.
Angepasst wurden ebenfalls die Bremskraft der Rohr-Rücklaufbremse von 600 kN auf 900 kN, die Schildzapfenlagerung im Turm sowie die Feuerleit- und Waffennachführanlage. Von der alten Serienwaffe wurden bei der Umrüstung das Wiegerohr, der Rauchabsauger, das Bodenstück und der Verschlusskeil übernommen. Die Rohrschutzhülle wurde entsprechend verlängert.
Die L/55-Variante hat ebenfalls das Kaliber 120 mm, die Länge beträgt aber 55 Kaliberlängen und damit 6600 mm. Sie ist damit 1300 mm länger als ihr Vorgänger. Das Rohr wiegt bei der L/55 1374 kg und die komplette Waffenanlage 4160 kg. Mit der neu für die L/55 entwickelten DM-53-Munition wird so eine Mündungsgeschwindigkeit von über 1750 m/s erreicht. Dies entspricht etwas mehr als fünffacher Schallgeschwindigkeit. Durch die Erhöhung des Penetratorgewichtes und der Mündungsgeschwindigkeit wird damit eine Mündungsenergie von rund 13 MJ erzielt, was eine Steigerung um mehr als 30 Prozent gegenüber der Kombination L/44 mit DM 33 bedeutet. Laut Angaben der Bundeswehr kann damit eine Durchschlagsleistung von 810 mm Panzerstahl auf eine Entfernung von 2000 m erreicht werden.

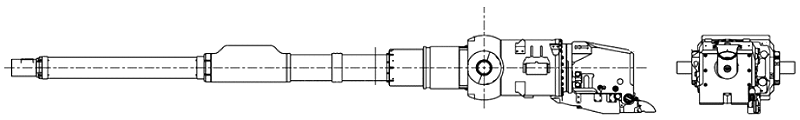
Schemazeichnung der M256

Die L/55 wurde bei der Bundeswehr erstmals im Rahmen des KWS-I-Programmes (Kampfwertsteigerung I) von Krauss-Maffei eingesetzt. Dabei wurden A4- und A5-Versionen des Leopard 2 zum Leopard 2A6 aufgewertet. Der erste A6 wurde 2001 an die Bundeswehr übergeben.
Prinzipiell kann jeder Panzer, der mit der L/44-Kanone ausgerüstet ist, auf die L/55 umgerüstet werden. Eine Ausnahme bildete hier der M1A1/M1A2 Abrams. Durch die eigene Weiterentwicklung durch General Dynamics und die damit verbundene konstruktive Auslegung führte die L/55 zu erheblichen schwingungstechnischen Problemen. So erhielt das U.S. Army Tank-Automotive and Armaments Command (TACOM) 1998 im Rahmen des Forschungsprojekt zum Advanced Tank Armament System (ATAS) neben drei L/55 die Erlaubnis zur Lizenzfertigung von weiteren zwölf Rohren, die ab 1999 als M256 E1 für Einbauuntersuchungen genutzt wurden. Nach umfangreichen Änderungen an der Waffenwiege und der elektro-hydraulischen Waffennachführanlage führte die US Army ausgiebige Schwingungstests durch, die schließlich eine Systemverträglichkeit ergaben. Da sich die L/44 jedoch bei Verwendung von KE-Munition aus abgereichertem Uran der L/55 mit Wolfram-Schwermetall-Munition bezüglich der endballistischen Leistung als gleichwertig erwies, und mit der XM291 eine Eigenentwicklung gestartet wurde, verzichten die USA bis heute (2011) auf eine Einführung.
Am britischen Challenger 2, der bisher mit der konventionellen gezogenen L30-Kanone im Kaliber 120 mm ausgestattet ist, wurde die L/55 im Rahmen des Challenger Lethality Improvement Programme (CLIP) erprobt. Im Januar 2004 wurde vom Britischen Verteidigungsministerium an BAE Land Systems ein Entwicklungsauftrag für eine neue 120-mm-Kanone vergeben. Im Rahmen dieses Auftrags begann BAE mit der Lizenzfertigung der L/55 und bereits im Januar 2006 wurde der erste Panzer mit einer Kanone zum Testen ausgerüstet. Die parallel dazu geführten Munitionstests erbrachten eine Leistungssteigerung der DM-53-Munition mit Penetrator aus gesintertem Wolfram-Schwermetall gegenüber der bisher im Challenger 2 verwendeten Munition aus abgereichertem Uran (Typ „CHARM 3“). Im Jahr 2014 wurde jedoch entschieden, die Rh120 nicht zu verwenden.

### 120-mm-Glattrohrkanone L/55A1
Nachdem sie Ende 2017 qualifiziert wurde, wird seit Mitte 2018 die neue L/55A1-Kanone für den Einsatz in den verbesserten A7-Varianten des Leopard 2 ausgeliefert. Sie entspricht der L/55, ist aber für noch höhere Gasdrücke ausgelegt, wodurch die Mündungsenergie weiter erhöht werden kann. Mit der Weiterentwicklung der DM 63, der DM-73-Munition, soll eine 8 % größere Leistung erzielt werden, während die Neuentwicklung KE2020Neo (Stand 2023 noch in Entwicklung) eine Leistungssteigerung um 20 % erreichen soll. Darüber hinaus kann sie die programmierbare Mehrzweckpatrone DM11 verschießen.
Nachdem das Projekt zur Aufrüstung der britischen Challenger 2 im Jahre 2014 gestoppt wurde, wurde 2021 bekanntgegeben, dass Rheinmetall nun doch einen Auftrag zur Aufrüstung der Kampfpanzer erhalten hatte. Zum sogenannten Life Extension Project (LEP) für die Challenger 2 gehört unter anderem auch die Ausstattung mit L/55A1; die überarbeiteten Panzer sollen als Challenger 3 bezeichnet werden.

### 120-mm-Glattrohrkanone LLR L/47
Die Rh 120 LLR L/47 ist eine Weiterentwicklung der eingeführten 120-mm-Kanonen mit 47 Kaliberlängen und damit einer Rohrlänge von 5640 mm. LLR steht dabei für Light-Low Recoil (deutsch etwa: leicht, geringer Rückstoß). Die verwendete Technologie und Teile der Materialien, wie der Vergütungsstahl des Rohres und Bodenstückes, wurde aus dem eingestellten Projekt von Rheinmetall zur Entwicklung der NPzK-140 auf das kleinere 120-mm-Kaliber portiert.
Die LLR wurde entwickelt, um die Feuerkraft und damit Durchschlagsfähigkeit der bekannten 120-mm-Glattrohrkanonen auf ein leichteres und damit luftverlastbares Waffensystem zu übertragen. Aufgrund des geringeren zulässigen Gesamtgewichts und der damit schwächeren Struktur des Trägerfahrzeuges sind umfangreiche Maßnahmen an der Waffenanlage wie beispielsweise die Verringerung von Gewicht und Rückstoß notwendig, um sie einsetzen zu können. So wurde bei der LLR der Rückstoß im Vergleich zur L/44 um 40 Prozent und das Gewicht der rücklaufenden Massen um 10 Prozent verringert. Damit einhergehend ist allerdings auch eine Verlängerung des Rücklaufes der Kanone bei der Schussabgabe. Sie ist weiterhin kompatibel zu den für die L/44 und L/55 eingeführten Munitionen, da auch sie dem ICD entsprechend konstruiert ist.

## Munition

### Entwicklung und Technik der Munition

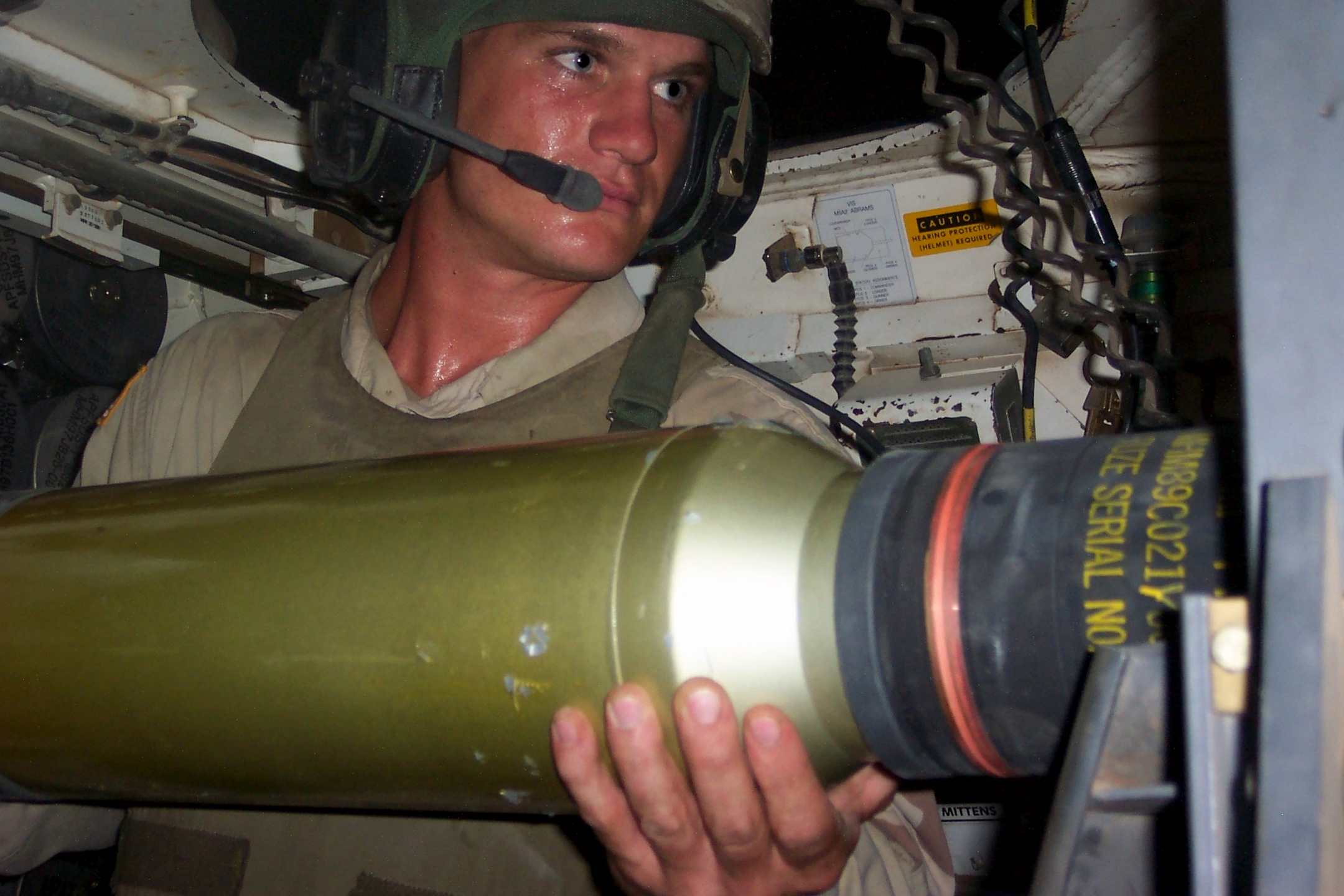
Der Ladeschütze eines M1 Abrams mit Munition

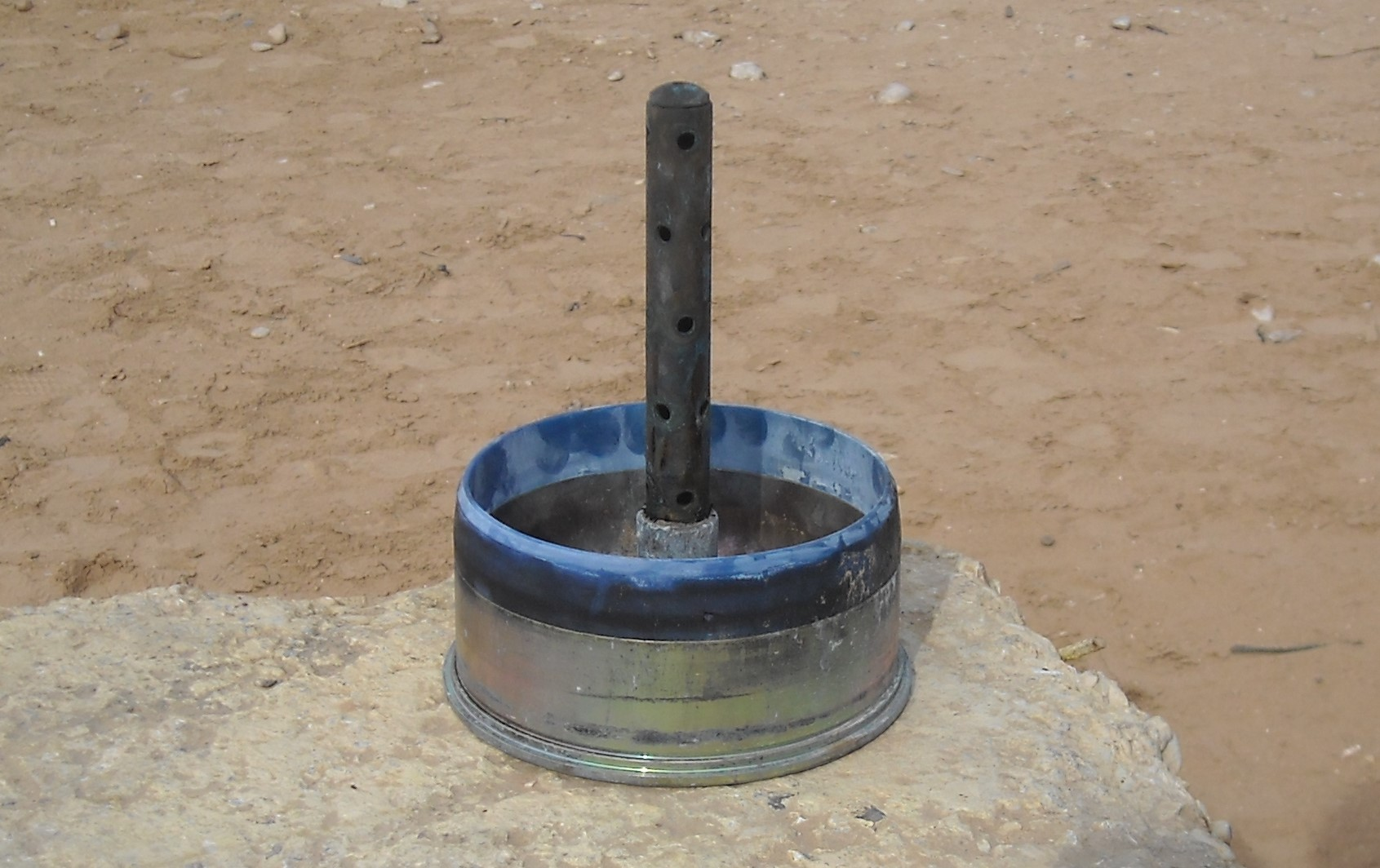
Hülsenstummel einer abgefeuerten Patrone

Zur Vereinfachung der Bedienung und Verminderung von Störungen im Ausstoß der Munition wurde von Anfang an die Forderung nach einer hülsenlosen Munition aufgestellt, da nur so keine große Patronenhülse ausgestoßen werden muss, um die Kanone neu zu laden. Darüber hinaus konnte so eine Optimierung der Munition durch eine Erhöhung des Treibsatzes (auch „Antrieb“ genannt) erreicht werden, weil die abbrennende Hülse praktisch zum Teil des Antriebes wird. Die Munition wurde daher mit einer verbrennbaren Hülse entwickelt. Die Hülse besteht aus einer Mischung von Zellulose, Nitrozellulose, Harz und stabilisierenden Zusätzen. Im Gegensatz zu der anfänglichen US-amerikanischen Munitionsentwicklung entschloss man sich bei Rheinmetall früh, einen Hülsenboden, den sogenannten „Hülsenstummel“, aus Stahl zu verwenden. Trotz des größeren Kalibers und der höheren Leistungsfähigkeit sind Länge und Gewicht der neuen Munition nicht größer als bei der alten 105-mm-Munition. Der Hauptgrund dafür liegt in der technologischen Weiterentwicklung des Antriebes und damit der Verwendung eines hochenergetischen Treibmittels.
Diese Munition bietet neben der höheren Leistungsfähigkeit weitere Vorteile im Vergleich zur Patronenmunition mit Hülse: Zum einen ist die Beschusssicherheit besser, zum anderen ist die Munition wesentlich robuster; so ist die hülsenlose 120-mm-Munition selbst nach einem Fall aus einer Höhe von 2 m noch lade- und beschussfähig.
Alle drei Varianten der Glattrohrkanone können eine Vielzahl unterschiedlicher Munitionstypen und -arten verschießen, solange sie die NATO-Norm für 120-mm-Glattrohrkanonen, die STANAG 4385, erfüllen. Da die 120-mm-Glattrohrkanone für den Feuerkampf von Kampfpanzern in den Einsatzszenarien des Kalten Krieges entwickelt wurde, lag der Schwerpunkt ursprünglich auf den panzerbrechenden Wuchtgeschossen und der Hohlladungsmunition. Im Rahmen der heute vorhandenen Bedrohungssituation der asymmetrischen Kriegsführung und der veränderten Umgebungsbedingungen wie sie beim Häuserkampf vorliegen, werden neue Munitionsarten entwickelt und eingeführt.

### Munitionstypen
Verschossen werden unter anderem panzerbrechende Munition wie

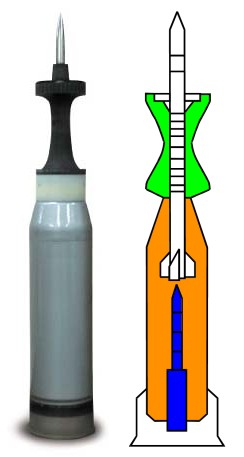
M829-Munition (APFSDS)

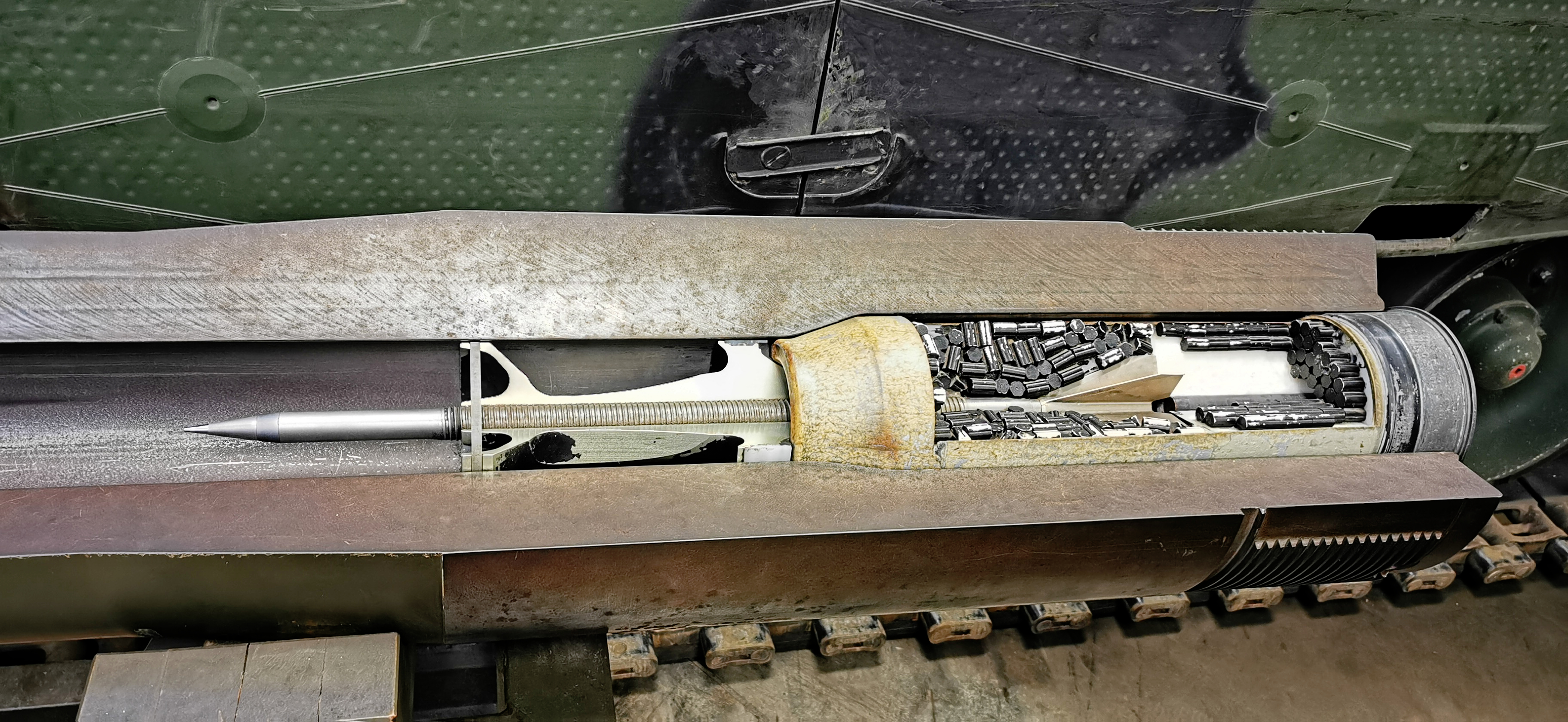
Schnittdarstellung eines APFSDS-Geschosses im Rohr

- APFSDS (Armour-Piercing Fin-Stabilized Discarding Sabot): Ein unterkalibriges Wuchtgeschoss, das einen schweren pfeilartigen Penetrator verschießt und durch seine kinetische Energie wirkt. Dieser besteht aus abgereichertem Uran (wie in der US-Armee) oder gesintertem Wolfram-Schwermetall (beispielsweise bei der Bundeswehr), deren hohes spezifisches Gewicht die Energie pro Fläche gegenüber Stahl nochmals erhöht. Die Abdichtung des im Durchmesser kleineren Geschosses gegenüber dem Rohr übernimmt der Treibkäfig (heute meist aus kohlenstofffaserverstärktem Kunststoff), der sich nach dem Austritt aus dem Lauf durch den erhöhten Luftwiderstand ablöst.
Rheinmetall entwickelte im Laufe der Jahre die DM-13-, DM-23- und DM-33-Serien, die heute außer der DM 33 nicht mehr eingesetzt werden. Die Bundeswehr verwendet heute zusammen mit der L/55 die ebenfalls von Rheinmetall stammende DM 53/63-Munition, die auch aus LKE II bekannt wurde.[29] Sowohl die DM 63 als auch DM 53A1 unterscheidet sich von der DM 53 nur leicht, sind aber mit einem temperaturunabhängigen Antrieb (TIPS = Temperature Independent Propulsion Systems) gebaut, der auf der SCDB-Technologie (Surface Coated Double Base Propellant, dt. etwa oberflächen-beschichtetes zweibasiges Treibmittel) basiert.[30] Für die Version L/55A1 wurde die DM-73 entwickelt.
Die US-amerikanische APFSDS-Variante M829A1 wurde im Zweiten Golfkrieg bekannt durch ihre Wirksamkeit gegen die irakischen Panzer. Sie bekam daher von Panzerbesatzungen im Golfkrieg aufgrund ihrer Effektivität, hauptsächlich gegen den T-72, den Spitznamen „Silver Bullet“ (dt.: Silberkugel).[31]
- HEAT (High-Explosive Anti-Tank): Geschosse, die nach dem normalen Hohlladungsprinzip arbeiten und mit Aufschlagzünder versehen sind. Die erste Generation von HEAT-Munition für die Rh120 wurde von Rheinmetall gemeinsam mit MBB entwickelt, während der Zünder von einem Geschäftsbereich von Junghans, der heutigen Junghans Microtec, entwickelt wurde.[4]
- HEAT MP-T (High-Explosive Anti-Tank Multi Purpose – Tracer): Ein Hohlladungsmehrzweckgeschoss für leichte Bodenziele und langsame, niedrigfliegende Luftziele. Eine weitere inoffizielle Bezeichnung, vor allem für die amerikanische Variante M830 ist MPAT (Multi-Purpose Anti-Tank).[32][33]
- HE (High-Explosive): Die „klassische“ Sprenggranate, jedoch durch einen Zeitzünder mit Aufschlagfunktion an die Gefechtssituationen im 21. Jahrhundert angepasst; sie ist eine Reaktion auf die Schutztechnologie gegen Hohlladungsgeschosse. Sie wird unter anderem gegen leicht gepanzerte Transportfahrzeuge, Infanterie und befestigte Stellungen eingesetzt.[34] Eine neuere programmierbare Variante ist die DM11, bei der auch eine Detonation in der Luft („Airburst“) möglich ist. Sie wird beispielsweise als „Multi Purpose (MP) DM11“ vom US Marine Corps eingesetzt.[35][36]

Lenkflugkörper
- LAHAT (Laser Homing AntiTank missile): LAHAT ist eine lasergesteuerte Rakete der Israel Aerospace Industries mit einer effektiven Reichweite von mehr als 6000 Metern, die aus der Bordkanone oder aus einem positionsunabhängigen Startgerät verschossen wird. Als Nutzer ist vor allem die israelische Armee bekannt.[37]

oder für den Kampf im urbanen Umfeld
- PELE (Penetrator mit Erweitertem Lateral-Effekt, engl. Penetrator with Enhanced Lateral Effect): Eine Art Umbausatz für HEAT MP- oder KE-Geschosse, der für den Kampf im städtischen Umfeld entwickelt wurde. Durch die Verwendung zweier Materialien unterschiedlicher Dichte ist es möglich, im Ziel auch ohne Sprengstoff oder Zünder eine entsprechende Wirkung zu erzielen. Die Durchschlagsleistung, Ansprechempfindlichkeit und Splitterleistung ist laut Hersteller dabei höher als bei konventioneller Munition, jedoch mit einem geringeren Risiko eines Begleitschadens.[38]
- Kartätsche (engl. Canister): ähnlich einer großkalibrigen Schrotpatrone ist diese Munition gefüllt mit Wolframkugeln; sie wird gegen „weiche Ziele“, eingegrabene Infanterie oder auch gegen Gebäude eingesetzt. Die USA entwickelten um 2003 das Geschoss M1028 für die Kanone L/44, zum Einsatz im Irakkrieg.[39]

In der Entwicklung befand sich auch die
- XM1111 Mid-Range Munition: Eine präzisionsgelenkte Munition, die entweder als KE- oder HEAT-Munition verfügbar sein sollte. Die Entwicklung der Munition wurde im Jahr 2010 zusammen mit der XM1202 Mounted Combat System des Future Combat System eingestellt.[40]

Eine Übersicht der von der Bundeswehr eingesetzten Munitionsarten findet sich in der Liste von Bundeswehrmunition.

## Weiterentwicklung und Nachfolger

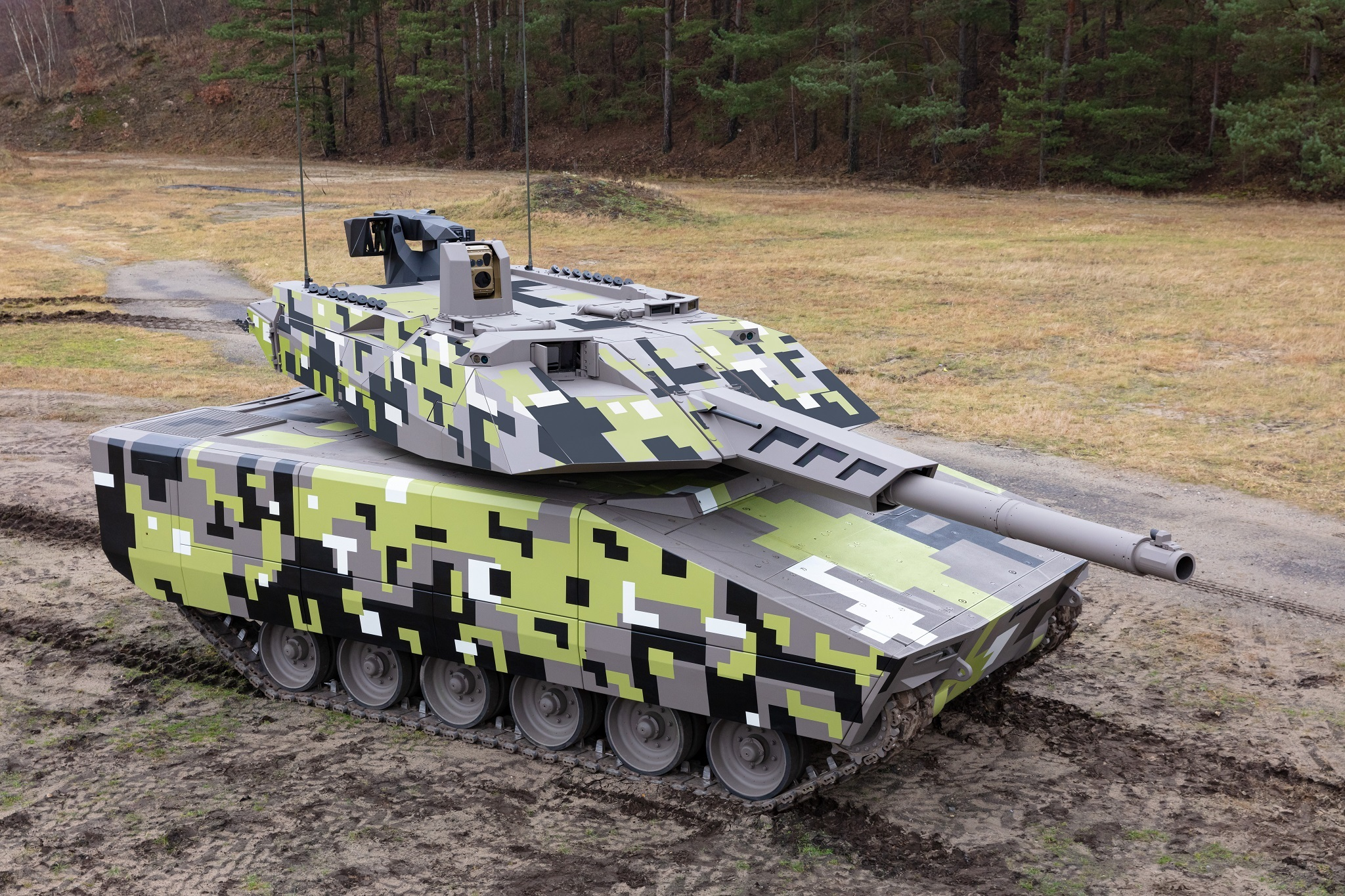
Lynx KF41 mit 120-mm-Glattrohrkanone

Analog zur Weiterentwicklung L/55A1 wird auch für die L/44 eine Weiterentwicklung als L/44A1 angeboten, die zur Aufrüstung bis zur A5-Version des Leopard 2 in Erwägung gezogen werden kann.
Auch der Schützenpanzer Lynx kann mit der Rheinmetall 120-mm-Glattrohrkanone ausgestattet werden.
Des Weiteren stellte Rheinmetall auf der Eurosatory 2016 einen Demonstrator für ein mögliches komplett neues Nachfolgermodell vor. Die Rheinmetall 130-mm-Glattrohrkanone wäre konzeptionell für das neue Main Ground Combat System (MGCS) vorgesehen. Auf der Eurosatory 2022 wurde sie als L/52 erstmals eingebaut im neu vorgestellten KF51 Panther gezeigt. Die  Rheinmetall 130-mm-Glattrohrkanone L/51 bietet laut Rheinmetall genügend Feuerkraft gegen „alle gegenwärtigen und absehbaren mechanisierten Ziele“. Sie hat eine etwa 50 Prozent höhere Feuerkraft als die Rheinmetall 120-mm-Glattrohrkanone und eine signifikant höhere Reichweite. Ihr Munitionsvorrat besteht aus 20 Schuss im Ladeautomaten und weiteren 10 Schuss im Panzer.

## Übersicht der ehemaligen und derzeitigen Nutzer

### Nutzer L/44

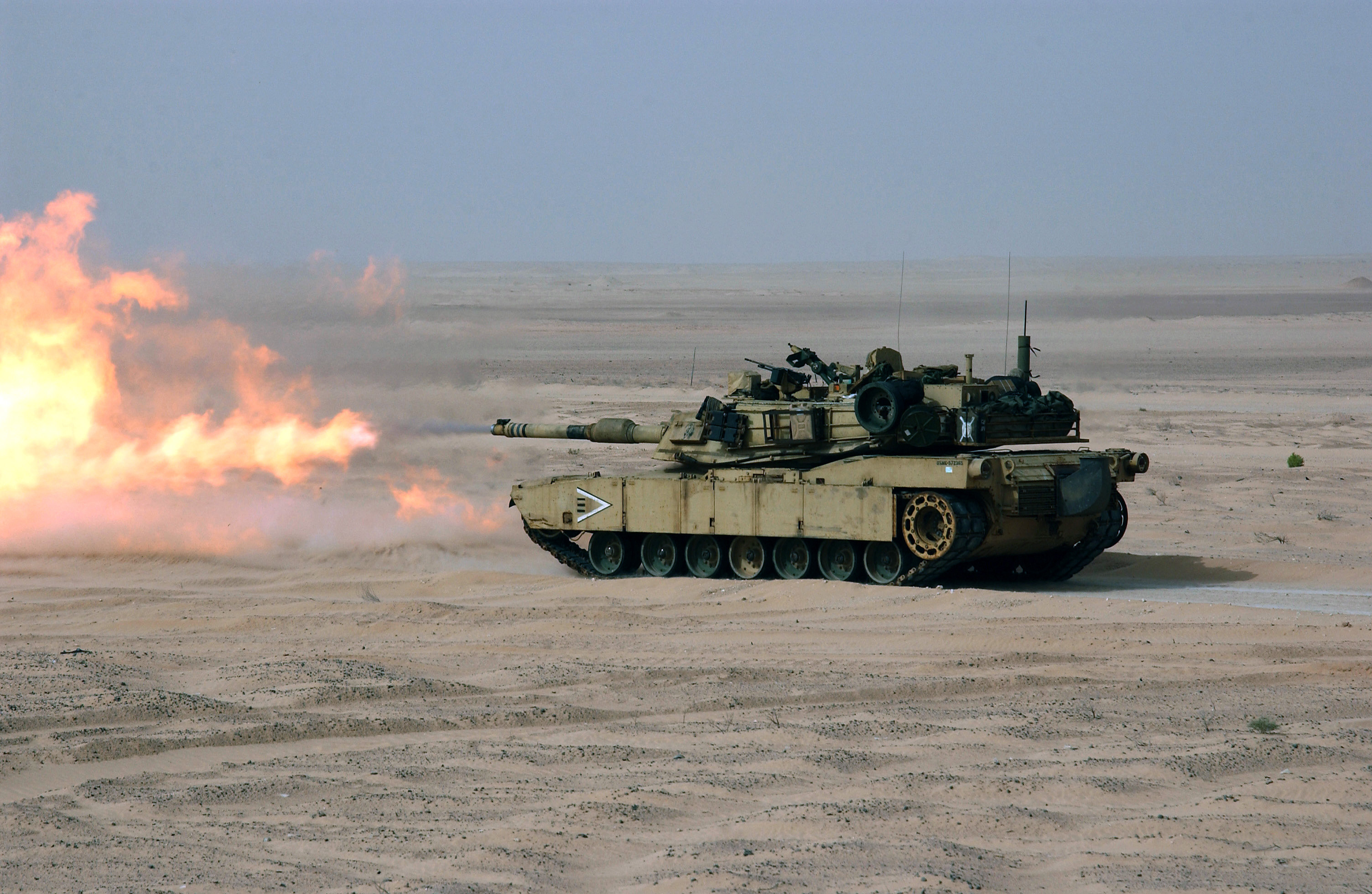
M1A1 Abrams beim Abfeuern der lizenzgefertigten M256-Kanone

- Chile: Leopard 2A4CHL, überholte und umgerüstete Bestände der Bundeswehr
- Dänemark: Leopard 2A5DK, teilweise aus Bundeswehr-Beständen
- Österreich: Leopard 2A4, aus den Beständen der Niederlande übernommen
- Deutschland: Leopard 2 bis einschließlich der A5-Ausführung[45]
- Italien: Ariete, Lizenzfertigung von Leonardo
- Griechenland: Leopard 2A4, überholte und leicht umgerüstete Bestände der Bundeswehr
- Finnland: Leopard 2A4FIN, alle aus Bundeswehr-Beständen (nur leicht umgerüstet)
- Japan: Typ 90: Lizenzfertigung der L/44[46]
- Kanada: Leopard 2A4M CAN, von den Niederlanden übernommene und modernisierte Panzer
- Niederlande: Leopard 2 bis A5 (nicht mehr im Bestand, Panzertruppe aufgelöst)
- Norwegen: Leopard 2A4NO, von den Niederlanden übernommene Panzer
- Polen: Leopard 2A4 & A5, aus Bundeswehr-Beständen
- Schweiz: Panzer 87 Leopard WE (vergleichbar Leopard 2A5), Lizenzfertigung der Kanone durch K+W Thun[47][48]
- Schweden: Stridsvagn 122, eine Sonderversion des Leopard 2A5
- Singapur: Leopard 2A4
- Südkorea: K1 Typ 88: Ausgestattet mit der M256, die in Lizenz in Südkorea produziert wird
- Vereinigte Staaten: M1A1/M1A2 Abrams: Lizenzversion M256 von General Dynamics Landsysteme. Hauptbewaffnung des M1 Abrams seit der Version M1A1[49]

### Nutzer L/55
- Deutschland: Leopard 2 A6 (eingeführt 2001)[2], Leopard 2 A7
- Finnland: Leopard 2A6, aus Beständen der Niederländischen Armee[50][51]
- Griechenland: Leopard 2A6 HEL[52]
- Kanada: Leopard 2A6M CAN, um- und aufgerüstete Versionen der Bundeswehr
- Niederlande: Leopard 2A6 (nicht mehr im Bestand, Panzertruppe aufgelöst)
- Portugal: Leopard 2A6 aus Beständen der Niederlande
- Spanien: Leopard 2E[52]
- Türkei: Altay

### Nutzer L/55A1
- Deutschland: Leopard 2 A7V
- Dänemark: Leopard 2 A7DK
- Ungarn: Leopard 2 A7HU